# Пробосцис
Пробосцис (сурла, рилица) је издужена творевина на глави животиња. Код бескичмењака се термин најчешће односи на цевасте усне творевине са функцијом у лову и исхрани, док код кичмењака обично означава издужену њушку.
Термин потиче од грчког προβοσκίς (πρό – испред, спреда, пре + βόσκω – хранити, неговати).

## Бескичмењаци

#### Немертине
Код Немертина рилица се налази у инвагинацији главеног региона – ринходеуму, одакле се мишићима протракторима и ретракторима извлачи и увлачи. 
Пробосцис немертинама служи у нападу и одбрани. Напредније групе у оквиру пробосциса имају развијене отровне жлезде и стилет којима јединка пробија тело жртве и убризгава отровни секрет.
Пробосцис и ринхоцел са епителом којим је обложен мезодермалног су порекла, па се сматрају диференцијацијама целома. Дужина пробосциса може вишеструко премашивати дужину тела јединке.

#### Акантоцефале
Код бодљоглаваца главени регион је сведен на округласти или издужени пробосцис, а остатак тела чине кратак врат и задњи труп. Пробосцис служи за пробијање и причвршћивање за зид црева домаћина. На рилици се налазе хитинске кукице, чији су распоред и бројност уз облик рилице битни таксономски карактери. 
Пробосцис се може увлачити у труп помоћу мишића ретрактора, а извлачи се контракцијама кружне мускулатуре и притиском псеудоцеломске течности.

#### Лептири
Лептири махом имају усни апарат за сисање, у облику сурлице које настају разрастањем максиларних галеа. Помоћу пробосциса се хране цветним нектаром.

## Кичмењаци
Сурла код слонова, издужена њушка код тапира, и друге сличне творевине код кичмењака називају се пробосцисом.
Носати мајмун је назив добио по свом израженом пробосцису.